# Trophis montana
Maillardia pendula là một loài thực vật có hoa trong họ Moraceae. Loài này được (Leandri) C.C. Berg miêu tả khoa học đầu tiên năm 1988.